# Гізульф I (герцог Беневентський)
Гізульф I (†706), герцог Беневентський (680–706), син герцога Ромоальда I та брат герцога Грімоальда II.
Павло Диякон повідомляє, що під час його правління франки викрали мощі св. Бенедикта та його сестри св. Схоластики з монастиря в Монте Кассіно.
Близько 705 Гізульф завоював міста Сору, Апріно та Арче, ведучи свої війська як бог жаху, знищуючи та спалюючи все навкруги. Лише завдяки щедрим подарункам, які вручили посли папи Римського Іоанна VI, зупинив свій похід і відпустив на волю багатьох полонених.
Як його батько та дід, був дуже енергійним правителем, воював із королем лангобардів, папою та візантійцями. Був одружений з Вініпергою, його син Ромоальд спадкував престол.